# 武汉市武钢三中
武钢三中，全称武汉市武钢三中，简称钢三，创建于1959年，原为武汉钢铁集团公司（现中国宝武武钢集团有限公司）企办，是湖北省武汉市青山区的一所重点高中，1978年被确定为首批湖北省重点中学。学校现有49个教学班，学生2200多人。学校拥有一支高素质的教师队伍。现有专任教师180余人，其中特级教师3人，高级教师107人，有30多人是国家、省、市、区级的专家、学科带头人、优秀科技（教育）工作者。 

## 武钢三中初级中学
武钢三中初级中学，原为「武钢三中初中部」，该校分为「东校区」和「西校区」。和武钢三中分属不同学段的两所学校，且不存在隶属关系。和武钢三中滨江学校是两所独立办学的公办初中。

## 武钢三中滨江学校
武钢三中滨江学校，原为「武汉市钢城第十三中学」（简称「钢城十三中」）。和武钢三中分属不同学段的两所学校，且不存在隶属关系。和武钢三中初级中学是两所独立办学的公办初中。

## 注解
1. ↑  英文原名「No.3 High School of WISCO」
2. ↑  原名全称「武汉钢铁集团公司第三子弟中学」（简称「武钢三中」或「钢三」）
3. ↑  原为「中国第一冶金建设公司第三子弟中学」（简称「中国一冶三中」或「一冶三中」）